# Hernando Casanova
Hernando Casanova, conosciuto come Culebro Casanova (Neiva, 21 aprile 1945 – Bogotà, 24 ottobre 2002), è stato un attore, regista e cantante colombiano.
Considerato uno dei precursori della commedia e uno degli attori più importanti nella storia della Colombia. La sua versatilità come attore lo ha reso uno dei massimi icone non solo dell'umorismo, ma anche del dramma. Durante il periodo di massimo successo della sua carriera, è stato considerato il miglior attore della Colombia. Lungo il corso della sua carriera, ha ricevuto numerosi riconoscimenti per i suoi successi artistici, tra cui la nomination come attore rivelazione ai premi Ondra in Spagna e il premio come miglior attore drammatico agli APE.
Hernando Casanova ha iniziato come cantante nel Club del Clan (1966), dove ha fatto parte della prima generazione di rock colombiano, e successivamente ha debuttato come attore con un breve ruolo nella telenovela Cartas a Beatriz (1969). La sua carriera ha preso slancio e ha ottenuto il riconoscimento nazionale per il suo ruolo come Hernando María de las Casas nella serie Yo y tú (1975) di Alicia del Carpio. In seguito ha raggiunto il culmine del successo con il suo personaggio Eutimio Pastrana Polanía nella serie Don Chinche (1982) di Pepe Sánchez. Nella serie, alimentata dall'identità del suo popolo Huilense, è diventato una delle figure più rappresentative e influenti nella storia della televisione colombiana. Casanova è stato anche un pioniere del formato sketch, dirigendo, scrivendo e recitando in Los Meros Recochan Boy's, una sezione del popolare programma El Show de Jimmy (1971) di Jimmy Salcedo. Tra i suoi altri ruoli più notevoli ci sono Salomón in Embrujo Verde (1977), il ruolo principale in Farzán (1983), il presentatore in El tiempo es oro, su pueblo gana (1986), Wilson Rodríguez in El pasado no perdona (1991), Yardines Murillo in Perro Amor (1998) e Vicente Secretario in Amor a mil (2001). Nel cinema, Casanova è stato l'attore simbolo del regista cileno Dunav Kuzmanich, tanto da essere considerato "il miglior attore colombiano di tutti i tempi". Casanova ha recitato in film come Canaguaro (1981), La agonía del difunto (1982), Mariposas S.A (1986) e Apocalipsur (2007).
Nel 2015 i suoi figli hanno iniziato la produzione di un lungometraggio documentario sulla sua vita intitolato El Culebro: La historia de mi papá. Il film racconta la vita dell'attore dalla prospettiva del suo figlio minore, Nicolás Casanova. È stato presentato il 20 settembre 2017 all'Eureka Festival Universitario. Il documentario ha ricevuto recensioni favorevoli ed è stato accolto positivamente dal pubblico colombiano, sottolineandone l'importanza storica. Successivamente, il film è stato trasmesso nel programma Entre Ojos di Caracol Televisión, diventando il programma più visto nella sua fascia oraria quel giorno. Inoltre, è stato proiettato negli Stati Uniti nell'ottobre 2022. È stata anche allestita El Culebro: La exhibición, una mostra fotografica, videoclip, premi e costumi dei personaggi interpretati da Casanova presso la Casa del Huila a Bogotà.
La vita privata controversa di Casanova ha attirato molta attenzione. Le sue feste, il disordine e gli eccessi lo hanno portato a soffrire di depressione e ansia. È stato sposato due volte e ha avuto cinque figli. È scomparso il 24 ottobre 2002 a causa di un infarto fulminante presso la Fondazione Cardioinfantil di Bogotà. La sua morte ha causato un'enorme commozione nazionale ed è considerata una perdita inestimabile nel mondo dello spettacolo colombiano.